# Nuncjatura Apostolska w Zimbabwe
Nuncjatura Apostolska w Zimbabwe – misja dyplomatyczna Stolicy Apostolskiej w Republice Zimbabwe. Siedziba nuncjusza apostolskiego mieści się w Harare.

## Historia
W 1981 papież św. Jan Paweł II utworzył Nuncjaturę Apostolską w Zimbabwe.